# Liberato Pinto
Liberato Damião Ribeiro Pinto (29 septembre 1880, Lisbonne - 4 septembre 1949, Lisbonne) est un militaire et homme politique portugais.

## Biographie
Il est un lieutenant-colonel de la Garde nationale républicaine (Guarda Nacional Republicana, GNR), homme d'État et Président du Ministère (Premier ministre) de l'un des gouvernements de la Première République portugaise. Il est à la tête du gouvernement portugais durant peu de temps de 1920 à 1921 et le 44e ministre des Finances du Portugal le 2 février 1921.
Sa démission puis sa condamnation entraînent un coup d'État le 30 septembre 1921, suivi par les assassinats de la Nuit sanglante du 19 octobre.